# 雷鳴器
雷鳴器（Thunder Sheet）是近代才發明的敲擊樂器，屬於體鳴樂器類別。最初用於劇場音樂當中，用來模仿打雷時的聲音，後來亦開始應用於交響樂團中。
最初的雷鳴器是將一金屬球置於大鼓鼓腔內，藉敲打或滾動製造聲響，但這種方法非常不方便，後來改良為置一張金屬片於大鼓的其中一面鼓皮。靠敲打大鼓的另一面鼓皮，製造震動而間接令鐵片震動發聲。現時則多參考鑼的放置方法，由一張長於2-3米的金屬片垂直在鑼架上，演奏時可以利用鑼棍敲打，又或者由敲擊樂手將鐵片前後翻動來製造聲響。
運用雷鳴器最著名的例子，便是由德國作曲家理察·施特勞斯的《阿爾卑斯交響曲》中的「暴風雨」選段。